# Nyárád (folyó)
A Nyárád (románul: Niraj, németül: Niersch) a Maros bal oldali mellékfolyója Romániában, Erdélyben, Maros megyében.

## Kultúrtörténete
A folyó első említése az 1332-es pápai tizedjegyzékben lelhető fel, ahol Nyárádtőn egy István nevű papot említenek „Stephanus de Naradya”-ként.
Orbán Balázs a következőképpen jellemezte:
„Marosszék közép folyójához, az annyiszor megénekelt szőke Nyárádhoz értünk, itt terül el előttünk annak szép termékeny tere, mely szélességben túlhaladja a Küküllők, sok helyt pedig megközeliti a Maros terét, s mindeniket népességének sürűségével felülmulja. Nyárád kőnélküli agyagos talajon folyván, vize rendszerint zavaros, honnan szőke mellékneve.”

## Vízgyűjtő területe

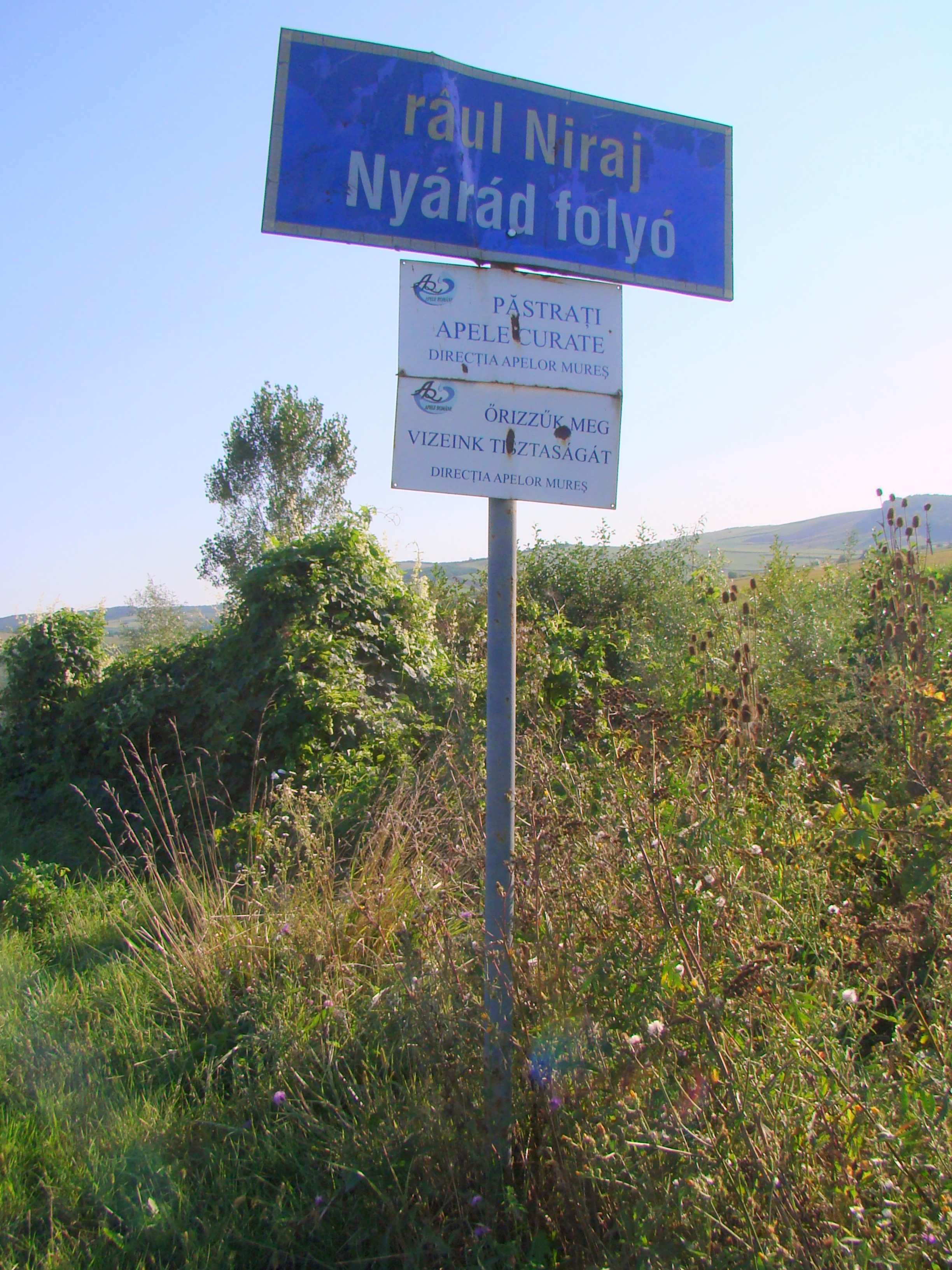
Információs tábla a folyónál

A Nyárád a Görgényi-havasokban eredő két patak, a Mező-havas keleti oldalán 1239 méter magasságban eredő Kis-Ág és a valamivel északabbra előbukkanó Nagy-Ág összefolyásából keletkezik Vármező területén 602 méter magasságban. Délnyugati irányba tartva a hegységből kijutva előbb északról elhalad a Bekecs-hegy mellett, majd délnek fordul, végül Nyárádszereda után a Küküllő-menti-dombság északi részén kanyarog nyugat-délnyugati irányban.
A folyó Nyárádszeredáig tartó felső szakaszát Felső-Nyárádnak vagy Nagy-Nyárádnak is nevezik. A Bekecsalja felől érkező Kis-Nyáráddal Nyárádszereda alatt ömlik össze.
A hegyvidéki felső szakasz és az alsó szakasz között jelentős különbség mutatkozik.
A folyó völgye a középső és alsó szakaszon kb. 2 km széles, ami az átlagos vízhozamot figyelembe véve (3,6 m³/s) szokatlanul szélesnek számít. A völgy aszimmetrikus jellegű, a folyó a völgy jobb oldalán helyezkedik el.
A terület kontinentális klímájú, az átlaghőmérséklet 8,5 °C, az évi csapadék 700–1200 mm. A vízgyűjtő területére jellemző, hogy hóolvadás vagy áradások esetén a vízhozam jóval meghaladja a sokéves átlagot (a maximális mért hozam 330 m³/s, 1970. május 14-én). Áradáskor nagy mennyiségű hordalékot hoz a folyó, ezért (a sárgás szín miatt) kapta a népies „szőke Nyárád” elnevezést.
Nyárádtő környékén, Vidrátszeg közelében torkollik a Marosba 300 m-en.
Fontosabb mellékvizei: Kis-Nyárád (Bekecsalja), Vityal, Tompa pataka, Peres, Hodos pataka, Nyomát pataka, Teknős patak, Eger patak, Vécke.

## Települések a folyó mentén
A Nyárád vízgyűjtő területe nagyjából egybeesik Nyárádmente nevű néprajzi tájegységgel, ami Székelyföldhöz, ezen belül Marosszékhez tartozik. A vidék Erdély egyik legsűrűbben lakott területének számít: 66 településen több mint 40 ezer ember lakja.
A Nyárád folyását követte a keskeny nyomtávú Marosvásárhely–Parajd-vasútvonal.
A Felső-Nyárádmentén a folyó következő településeket érinti (zárójelben a román megnevezések):
- Vármező (Câmpu Cetății)
- Nyárádremete (Eremitu)
- Nyárádköszvényes (Mătrici)
- Mikháza (Călugăreni)
- Deményháza (Dămieni)
- Búzaháza (Grâușorul)
- Nyárádszentmárton (Mitrești)
- Csíkfalva (Vărgata)
- Jobbágyfalva (Valea)

A szintén Felső-Nyárádmente részeként ismert Bekecsalja kistáji egységben a Kis-Nyárád áthalad Nyárádmagyarós és Székelybere településeken illetve Nyárádandrásfalva városrészen.
A folyó középső szakaszán (Közép-Nyárádmente) a következő településeket érinti:
- Nyárádszereda (Miercurea Nirajului) város
- Demeterfalva (Dumitrești)
- Nyárádgálfalva (Galești)
- Nyárádszentlászló (Sânvasii)
- Nyárádbálintfalva (Bolintineni)
- Backamadaras (Păsăreni)
- Nyárádszentbenedek (Murgești)

Az alsó szakaszon (Alsó-Nyárádmentén) áthalad az alábbi településeken:

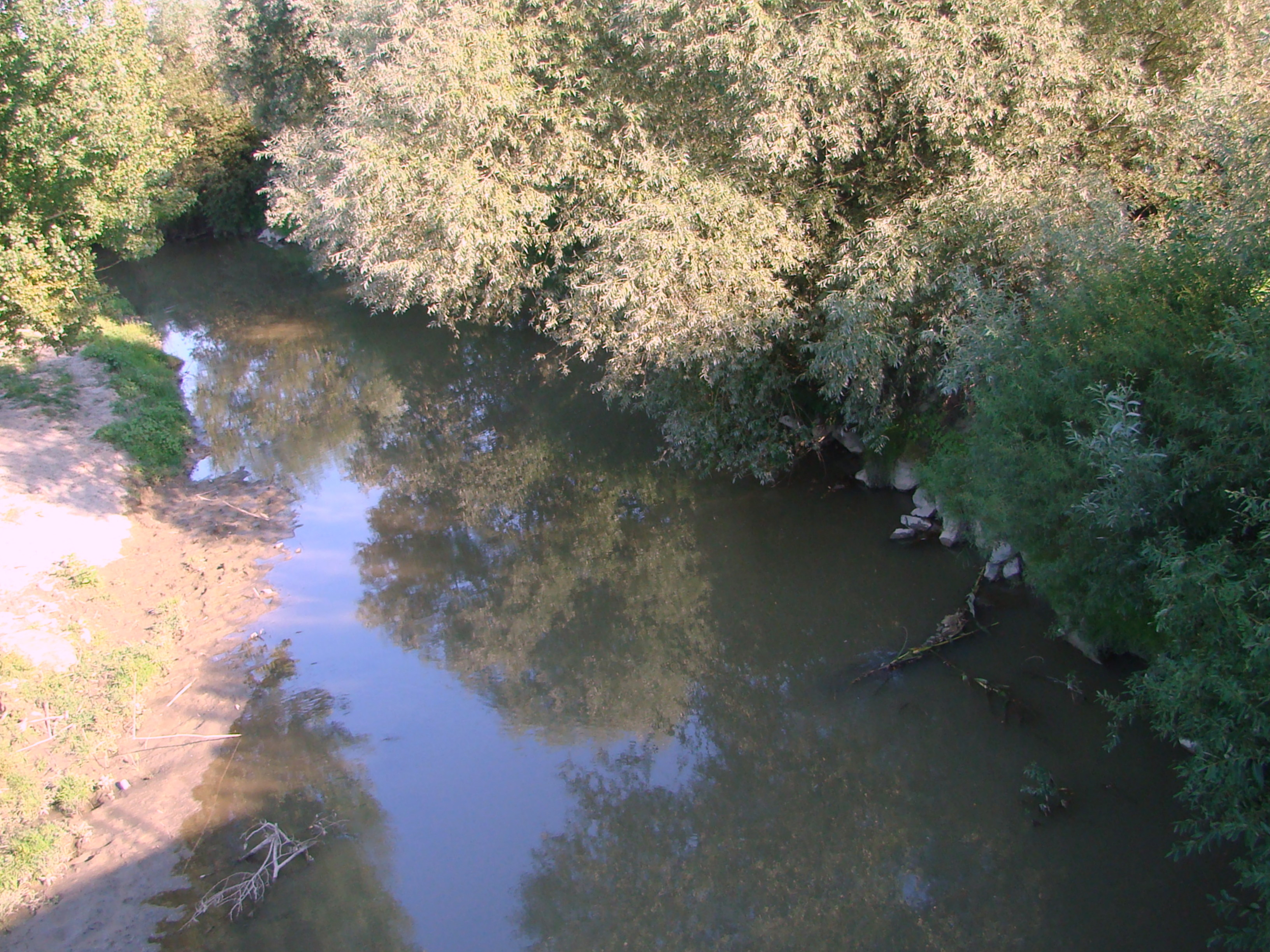
A folyó medre Nyárádkarácsonnál

- Ákosfalva (Acățari)
- Cserefalva (Stejeriș)
- Nyárádkarácsony (Crăciunești)
- Somosd (Cornești)
- Fintaháza (Cinta)
- Lukailencfalva (Ilieni)
- Teremiújfalu (Satu Nou)
- Lukafalva (Gheorghe Doja)
- Lőrincfalva (Leordeni)
- Nyárádtő (Ungheni) város

## A folyó szabályozása

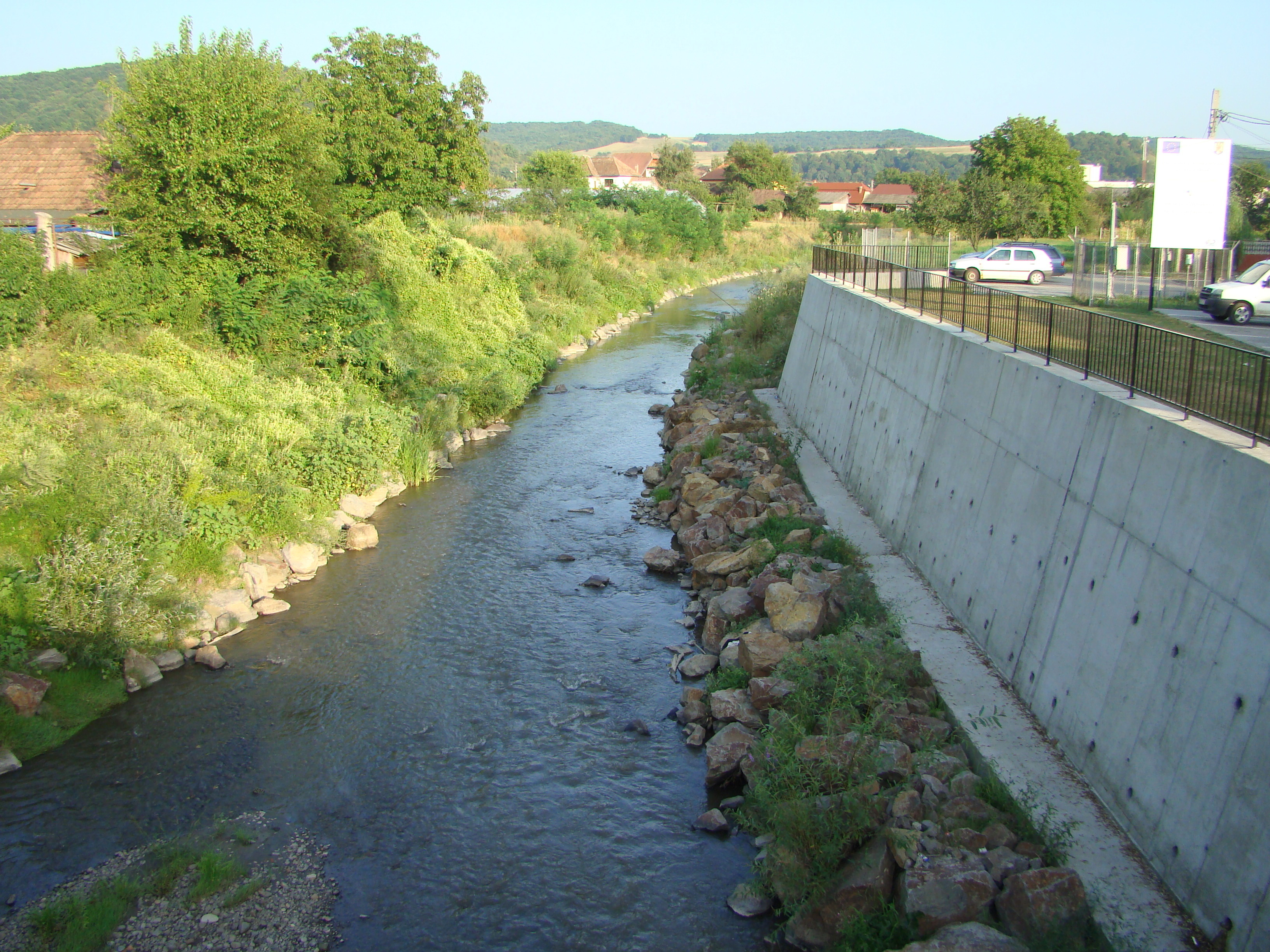
Megerősített partszakasz a Nyárádszeredai hídnál

Az Alsó-Nyárádmentét gyakran Murokország néven emlegetik, tekintve, hogy zöldségtermő vidékként híres. A terület termékenysége annak is köszönhető, hogy a vízszabályozások előtt sokáig a folyó árterületét képezte, és évente elöntötte a partmenti szakaszokat. A XX. század során többször zajlottak munkálatok a folyómeder kiegyenesítésére illetve mélyítésére. Az alsó szakaszon árvízvédelmi töltéseket építettek.
További megelező intézkedés volt a Vécke-csatorna megépítése, amelyet 2002-ben kiszélesítettek, ugyanakkor Jobbágyfalva alatt 2002-re elkészült az árvízvédelmi gát. 2008-ban megerősítették partvonalat Fintaháza és Nyárádtő között.
2015-ben a vízügyi hatóságok nagyszabású mederszabályozási munkálatokat végeztek a folyó középső és alsó szakaszán.